# Mandatsbescheid
Unter Mandatsbescheid versteht das österreichische Verwaltungsrecht einen Bescheid ohne vorausgegangenes Ermittlungsverfahren. Da ein ordentliches Ermittlungsverfahren die Regel ist, stellt der Mandatsbescheid die Ausnahme dar. Der Ausdruck „Mandatsbescheid“ findet sich im Allgemeinen Verwaltungsverfahrensgesetz zwar nicht, er ist aber im juristischen Sprachgebrauch durchaus üblich. 

## Inhalt des Mandatsbescheids
Ein Mandatsbescheid darf nur erlassen werden, wenn
- Geldleistungen vorzuschreiben sind, die nach einem schon bestehenden (gesetzlichen oder tarifmäßigen) Maßstab berechnet werden oder
- Maßnahmen gesetzt werden müssen, die wegen Gefahr im Verzug unaufschiebbar sind.

Ein Mandatsbescheid muss – wie jeder andere Bescheid auch – den Spruch, eine Begründung und eine Rechtsmittelbelehrung enthalten. Er wird sofort mit der Zustellung (oder Verkündung) rechtwirksam und vollstreckbar. Rechtskräftig wird er allerdings erst, wenn dagegen kein Rechtsmittel eingebracht wird.

## Rechtsmittel
Das Rechtsmittel gegen einen Mandatsbescheid heißt „Vorstellung“. Die Vorstellung richtet sich an die bescheiderlassende Behörde (remonstratives Rechtsmittel). Sie muss in der Regel innerhalb von zwei Wochen ab Zustellung oder Verkündung des Mandatsbescheids eingebracht werden.

## Verfahrensvorschriften
Wird rechtzeitig eine Vorstellung eingebracht, muss die Behörde innerhalb von zwei Wochen ab Einlangen der Vorstellung ein Ermittlungsverfahren einleiten. Tut sie das nicht, tritt der Mandatsbescheid automatisch (von Gesetzes wegen) außer Kraft. Wenn die betreffende Partei das verlangt, muss die Behörde ihr dann auch schriftlich bestätigen, dass der Bescheid außer Kraft getreten ist.

## Wirkung der Vorstellung
Eine (auch rechtzeitig eingebrachte) Vorstellung hat nur dann aufschiebende Wirkung (Suspensivwirkung), wenn mit ihr die Vorschreibung einer Geldleistung bekämpft wird. In allen anderen Fällen bleibt die Vollstreckbarkeit des Mandatsbescheids so lange aufrecht, bis die Behörde einen Ersatzbescheid (nach von ihr wiederum rechtzeitig eingeleitetem [siehe oben: zweiwöchige Frist!] und dann auch abgeschlossenem Ermittlungsverfahren) erlassen hat. 

## Fundstelle
§ 57 des Allgemeinen Verwaltungsverfahrensgesetzes 1991, BGBl.Nr. 51/1991 (Wiederverlautbarung), in der Fassung BGBl. I Nr. 111/2010